# Đèo Giang Ma
Đèo Giang Ma hay đèo Giàng Ma là đèo trên quốc lộ 4D ở vùng đất xã Giang Ma huyện Tam Đường tỉnh Lai Châu, Việt Nam .

## Vị trí
Đèo Giang Ma trên quốc lộ 4D ở vùng đất bản Giàng Ma xã Giang Ma, trước đây là xã Hồ Thầu. Tên đèo đặt theo tên bản, và gọi đúng thì phải là đèo Giàng Ma . Hiện cả hai tên đều được sử dụng.
Đèo cách thị xã Lai Châu cỡ 6 km theo đường thẳng phía đông chếch nam. Đèo được coi là cửa ngõ và là nơi thích hợp để ngắm cảnh thành phố Lai Châu 22°23′34″B 103°28′57″Đ / 22,392681°B 103,482557°Đ.
Sự phát triển kinh tế và đô thị Lai Châu dẫn đến giao thông qua đèo tấp nập hơn, và cũng xảy ra nhiều tai nạn hơn .